# Левченко Тетяна Іванівна
Тетя́на Іва́нівна Ле́вченко (28 липня 1942, Азов, РСФРР — 25 листопада 2024, Київ, Україна) — педагог, доктор педагогічних наук (1993), професор (1995).

## Біографічні дані
Народилася 28 липня 1942 року в Азові.
У 1964 році закінчила Київський університет, відтоді там і працювала: з 1983 року — доцент; з 1994 по 2021 — професор кафедри психології, педагогіки та туризму Київського лінгвістичного університету.
Померла 25 листопада 2024 року в Києві.

## Наукова робота
Проводила наукові дослідження з лінгводидактики, педагогічної психології та порівняльної педагогіки.

### Основні праці
За ЕСУ:
- Актуализация мотивационных ресурсов при обучении неродному языку. — К., 1992;
- Современные дидактические концепции образования. — К., 1995;
- Оптимальний педагогічний клімат як умова ефективного навчання. — К., 1999 (співавтор);
- Розвиток освіти та особистості в різних педагогічних системах. — В., 2002;
- Мотивація суб’єкта в різних видах діяльності. — В., 2011.[3]